# Славяноведение (журнал)
«Славянове́дение» (бывший журнал «Советское славяноведение») — советский и российский научный журнал по славистике, выпускаемый Институтом славяноведения РАН.

## История
В 1942 году был создан журнал Славяне при Всеславянском комитете.
С 1965 года вместо него стал издаваться журнал Советское славяноведение при Институте славяноведения АН СССР.
В 1992 году журнал переименован в Славяноведение, издаётся Институтом славяноведения РАН.

## Описание
Входит в Список научных журналов ВАК Минобрнауки России, в которых должны быть опубликованы основные научные результаты диссертаций на соискание ученых степеней доктора и кандидата наук.
Периодичность — шесть номеров в год, объём номера — около 12 п.л., тираж около 600 экземпляров (более трети — иностранная подписка).

## Главные редакторы
- д.и.н. И. И. Костюшко (1965—1987)
- д.фил.н. А. К. Кавко (1987—1989)
- д.и.н. И. И. Поп (1989—1992)
- к.и.н. А. И. Рогов (1993—1996)
- д.филос.н. Ю. С. Новопашин (1996—2001)
- член-корр. РАН В. К. Волков (2001—2005)
- д.и.н. М. А. Робинсон (2006—2021)
- д.фил.н. И. А. Седакова (с 2021)

## Редакционная коллегия
В состав редколлегии входят: д.фил.н. И. А. Адельгейм, к.фил.н. М. М. Валенцова, М. Гардзанити (Италия), акад. А. А. Гиппиус, к.и.н. Н. С. Гусев, М. Зеленка (Чехия), д.и.н. В. И. Косик, д.и.н. М. В. Лескинен, к.фил.н. Л. В. Луховицкий, д.и.н. Г. Ф. Матвеев, PhD. Л. Матейко (Словакия), к.фил.н. В. В. Мочалова, д.и.н. К. В. Никифоров, В. Павлович (Сербия), д.и.н. В. Я. Петрухин, Р. Прешленова (Болгария), д.и.н. М. А. Робинсон, к.фил.н. М. Н. Саенко, к.и.н. А. С. Стыкалин (отв. секретарь), член-корр. РАН Б. Н. Флоря, д.и.н. О. В. Хаванова.